# Берешит (космічний апарат)
Берешит (івр. בְּרֵאשִׁית, Bərēšīṯ, «На початку»; Книга Буття; Beresheet) — невдала ізраїльська космічна місія з посадки на Місяць. Місія мала стати демонстрацією концепції невеликого роботизованого місячного посадкового апарата, створеного SpaceIL та Israel Aerospace Industries. Наукові інструменти місії включали магнітометр та відбивач лазерних променів, однак перед нею ставились і такі цілі, як відправка на Місяць капсули часу і надихання молоді та просування кар’єри в точних і інжерерних науках. 11 квітня 2019 року гіроскопи посадкового модуля вийшли з ладу, внаслідок чого основний двигун вимкнувся і посадковий модуль впав на Місяць.

## Планування та будівництво
Берешит був спільно розроблений та побудований SpaceIL і Israel Aerospace Industries (IAI) за підтримки Ізраїльського космічного агентства.
Витрати на проєкт разом із запуском склали близько 100 мільйонів доларів США. У липні 2018 року було заявлено, що уряд Ізраїлю бере участь у проєкті в обсязі 10 % від вартості місії. Однак у 2019 році безпосередньо перед запуском SpaceIL повідомила ЗМІ, що загальний бюджет становив близько 90 мільйонів доларів США, і лише близько 2 мільйонів доларів США з них надійшло від уряду Ізраїлю.
Посадковий модуль в ході розробки був відомий як Спероу (Sparrow, горобець) і був офіційно перейменований на Берешит у грудні 2018 року. Його суха маса становила 150 кг, а з заправленими баками - 585 кг. Космічний апарат має висоту 1,5 м і може бути порівняний за розмірами з пральною машиною.
Берешит був першою приватною місією на Місяць, і був заохочений Google Lunar X Prize. Часове вікно для участі в Google Lunar X Prize закрилося перед запуском. Після місії Lunar X Prize присудила SpaceIL премію в розмірі 1 мільйона доларів США на підтримку другої місії.

## Корисне навантаження
Наукове навантаження включало магнітометр, наданий ізраїльським Інститутом Вейцмана для вимірювання локального магнітного поля, і решіткувідбивачів лазерних променів, надану Центром космічних польотів імені Годдарда НАСА, щоб забезпечити точні вимірювання відстані між Землею та Місяцем.
Космічний корабель також ніс «капсулу часу», що містила понад 30 мільйонів сторінок даних, включаючи повну копію англомовної Вікіпедії, диск Wearable Rosetta, базу даних PanLex, Тору, дитячі малюнки, дитячу книгу, натхненну космічним запуском, мемуари людини, яка пережила Голокост, національний гімн Ізраїлю («Хатіква»), ізраїльський прапор і копію Декларації незалежності Ізраїлю. В останній момент в епоксидну смолу між цифровими шарами були додані генетичні зразки та тихоходки.

## Двигуни
Двигуни космічного корабля були розроблені та побудовані компанією Israel Aerospace Industries. Вони використовували монометилгідразин паливом і змішані оксиди азоту окислювачем. Апарат мав дев'ять двигунів. Головним двигуном був рідинний ракетний двигун LEROS 2b, який використовувався для виходу на орбіту Місяця, сповільнення космічного корабля та посадки.

## Запуск

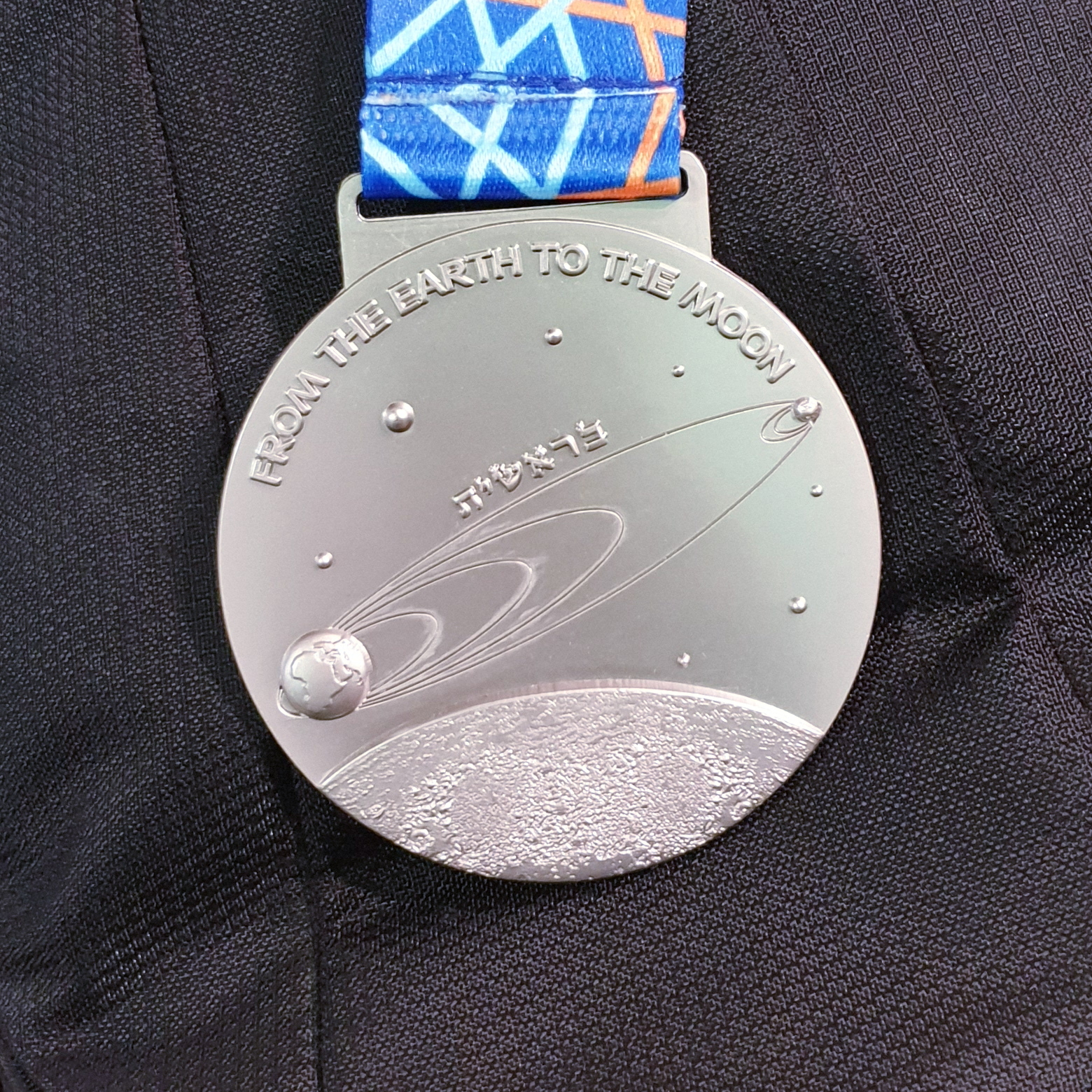
Траєкторія на срібній медалі Міжнародної олімпіади з фізики 2019 року.

У жовтні 2015 року SpaceIL підписала контракт на запуск ракети-носника SpaceX Falcon 9 з мису Канаверал у Флориді. Запуск відбувся 22 лютого 2019 року о 01:45 UTC (20:45 за місцевим часом 21 лютого 2019 року) як додаткове корисне навантаження разом із телекомунікаційним супутником PSN-6. Берешит контролювався командним центром в Єгуді, Ізраїль, і використовував сім наземних станцій для зв'язку із Землею.
З 24 лютого по 19 березня 2019 року головний двигун чотири рази використовувався для підвищення орбіти, наближаючи його апогей до орбітальної відстані Місяця. Космічний корабель виконав маневри і 4 квітня 2019 року був успішно виведений на еліптичну навколомісячну орбіту, потім перейшов на колову орбітіу навколо Місяця. Після того, як він опиниться на правильній коловій орбіті, планувалося його сповільнити для м’якої посадки на поверхню Місяця. Це було заплановано на 11 квітня 2019 року.
Заплановане місце посадки знаходилося в північній частині Моря Ясності, а зона посадки була приблизно 15 км в діаметрі.

## Планові операції
Планувалося, що Берешит працюватиме на поверхні Місяця приблизно два дні, оскільки він не мав теплового контролю та мав швидко перегртися. Його основна місія полягала у зборі зображень і відправці їх назад на Землю. Крім того, корабель мав би провести магнітні вимірювання. Також планувалося повторно запустити його головний двигун і виконати «стрибок» в інше місце на поверхні Місяця, демонструючи здатність до переміщення під час дослідження Місяця. Світловідбивач був пасивним пристроєм, який не потребував електроенергії, і очікувалося, що він працюватиме протягом кількох десятиліть.

### Внесок НАСА
На додаток до надання лазерного ретрорефлектора для місії, НАСА планувало зробити внесок у можливості космічного зв’язку, навіть давши Берешит час на Deep Space Network. NASA також планувало дослідити Берешит за допомогою свого Lunar Reconnaissance Orbiter (що воно і зробило після аварійної посадки). Натомість SpaceIL поділився б  з НАСА результатами своїх магнітних вимірювань.

## Аварійна посадка

Місце падіння Берешит, зняте Lunar Reconnaissance Orbiter.

11 квітня 2019 року посадковий модуль здійснив аварійну посадку на поверхню Місяця. Гіроскоп інерційного вимірювального пристрою (Inertial Measurement Unit, IMU2) відмовив під час процедури гальмування на підході до місця приземлення, а наземний центр управління не зміг перезавантажити його через раптову втрату зв’язку з мережею керування. На момент відновлення зв’язку головний двигун корабля вже був неактивний протягом тривалого періоду. Двигун було повернуто в режим роботи після загальносистемного парезавантаження, однак корабель уже втратив занадто багато висоти, щоб встигнути загальмувати перед поверхнею Місяця. Остаточні дані телеметрії показали, що на висоті 150 м апарат все ще рухався зі швидкістю понад 500 км/год, що призвело до руйнування апарата під час зіткнення з поверхнею Місяця. Перед зіткненням апарат зміг зробити дві останні фотографії: себе на тлі Місяця та знімок поверхні Місяця зблизька.
Місце падіння апарата має координати 32,5956° пн.ш., 19,3496° сх.д. Воно було виявлене на наступних зображеннях LROC:
- M1236487095L (до удару)
- M1098722768L (до удару - 2012-08-04 - 12:31:41, рядок 24245, зразок 4031)[35]
- M1101080642R (до удару - 2012-08-31 - 19:29:35, рядок 14398, зразок 1424)[36]
- M1310536929R (після удару)

## Уламки
Lunar Reconnaissance Orbiter пролетів над міцем падіння Берешита, і зробив фотографії поверхні. Коли ці фотографії порівняли з попередніми фотографіями того самого місця, було виявлено кілька очевидних змін, зокрема світлий ореол, який міг бути повʼязаним або з газом, виділеним з уламків корабля, або з дрібними частинками ґрунту, піднятими під час удару.
Були сподівання, що масив лунних відбивачів (Lunar Retroflector Array, LRA), міг витримати удар, і місячний орбітальний лазерний альтиметр на LRO подавав пульсуючі лазерні лазерні імпульси в напрямку на місця падіння апарата в надії знайти LRA.
У серпні 2019 року вчені повідомили, що тихоходи в їхньому природному криптобіотичному стані можливо, пережили аварію та деякий час жили на Місяці. Під час попередніх космічних місій тихоходи були піддані відкритому космічному вакууму, і деякі з них змогли жити там певний період часу. Реальної небезпеки, що вони поширяться Місяцем, немає, але ця «справа тихоходів» викликала критику професіоналів, які вказали на відсутність заходів захисту планети та відсутність міжнародного регулювання для забезпечення виконання таких заходів.

## Берешит 2
Спочатку Берешит планувався як одноразова місія.  Однак 13 квітня 2019 року Морріс Кан оголосив, що нова місія під назвою Берешит 2 спробує вдруге приземлитися на Місяць. 25 листопада 2019 року було оголошено, що Берешит 2 спробує відправити один посадковий модуль на Місяць, а інший — на Марс.
9 грудня 2020 року SpaceIL оголосила, що місія Берешит 2 Moon стартує в 2024 році і складатиметься з орбітального апарата та двох посадкових апаратів. Його бюджет складатиме 100 мільйонів доларів США, подібний до бюджету Берешит 1, і включатиме більшу міжнародну співпрацю, а Об’єднані Арабські Емірати є однією із семи країн, які виявили зацікавленість.

## Мала планета
Мала планета 27050 Берешит названа на честь космічного корабля.

## Інтелектуальна власність
IAI володіє інтелектуальною власністю на дизайн Берешит. 9 червня 2019 року було оголошено, що IAI підписала угоду з американсько-українською компанією Firefly Aerospace про створення місячного посадкового модуля на базі Берешит. Firefly Aerospace є одним із кількох «головних підрядників» НАСА для комерційних місій на Місяць (Commercial Lunar Payload Services, CLPS), і вони планували запропонувати місячний посадковий модуль на основі Берешит під назвою Genesis. Планувалось, що Genesis буде запущений наприкінці 2022 року на ракеті-носії Beta або Falcon 9. Через зміну специфікацій CLPS компанія Firefly визначила, що Genesis більше не відповідає вимогам NASA, і в 2021 році розпочала роботу над новою конструкцією місячного посадкового модуля під назвою Blue Ghost. Незважаючи на те, що розробка цієї місії ведеться компанією Firefly, IAI підтримуватиме зусилля з розробки місячного посадкового модуля Blue Ghost згідно з попередньою угодою щодо Genesis.
4 лютого 2021 року НАСА уклало контракт CLPS вартістю приблизно 93,3 мільйона доларів США з компанією Firefly Aerospace для проведення комплексу з 10 наукових досліджень і технологічних демонстрацій на Місяці у 2023 році.